# Giselda Laporta Nicolelis
Giselda Laporta Nicolelis (São Paulo, 27 de outubro de 1938) é uma escritora brasileira de literatura infanto-juvenil. Suas obras abrangem mais de cem títulos, entre livros infantis e juvenis, ficção, poesia e ensaio, publicados por dezenas de editoras, com centenas de edições e milhões de exemplares vendidos.
É mãe dos neurocientistas Miguel Nicolelis e Lucas Nicolelis.

## Biografia
Tem ascendência patrilinear italiana e catalã, sendo filha de Vicente Laporta e Lígia Maria Rocha Leão. Nasceu no bairro paulistano da Liberdade. Formou-se em Jornalismo pela Faculdade Cásper Líbero. No ano de 1972 publicou sua primeira história, com o primeiro livro sendo publicado dois anos depois, em 1974. A partir de então, passou a se dedicar às literaturas infantil e juvenil.
Exerceu a profissão de jornalista, trabalhando também como coordenadora editorial em duas coleções juvenis.
Foi sócia-fundadora do Centro de Estudos de Literatura Infantil e Juvenil, cujo acervo encontra-se na Universidade de São Paulo.

## Obras
São as obras de Giselda Laporta Nicolelis, em ordem alfabética:
- A força da vida de um ser
- A mão tatuada
- A menina de Arret
- A menina que queria ser bruxa[1]
- A prefeitura é nossa
- A sementeira
- A serra dos homens formigas
- A toca do Edu e a copa[1]
- A Vaca no telhado
- A verdade e vera
- A voz do silencio
- Amor não tem cor
- Awankana :  o segredo da múmia inca[1]
- Bento e Dentinho
- Caminhando contra o mau
- Canta sabiá
- Cinderela
- Como é duro ser diferente!
- Coruja Lelé
- Da cor do azeviche [1]
- De passo em passo
- De vez
- De sonhar também se vive
- De volta à vida
- Domingo, dia de cachimbo
- Espelho maldito
- Esperando por você
- Eu tropeço e não desisto
- Gorda ou magra, abracadabra
- História virada do avesso[1]
- Histórias verdadeiras
- Lara meu amor
- Macapacarana[1]
- Melhores dias virão
- Mudando de casca
- Na boléia de um caminhão
- Não se esqueçam da rosa: bara o wasurenaide
- No Fundo dos Teus Olhos
- Nos limites do sonho
- Nuestra América
- O brasão do lince dourado
- O caminho de Ísis
- O corpo morto de deus
- O direito de viver: por que as pessoas (se) matam?
- O estigma do sexo
- O fantasma da torre[1]
- O fio da meada
- O milagre de cada dia[1]
- O mistério mora ao lado
- O portão do paraíso
- O preço do sucesso
- O resgate da esperança
- O segredo da casa amarela
- O sol da liberdade
- O sol é testemunha
- Onde mora o arco-íris?[1]
- Os guerreiros do tempo
- Pântano sob o sol
- Pássaro contra a vidraça
- Papel de Pai
- Ponte sobre o abismo
- Por que não?
- Predadores da inocência
- Quando canta o coração
- Quem te viu,quem te vê
- Reféns no paraíso
- Rumo à liberdade
- Sempre haverá um amanhã
- Seu rei mandou dizer
- Sem medo de viver
- Só de Vez em quando...
- Sonhar é possível?
- Táli
- Tudo vale a pena
- Uivando pra lua: biografia autorizada de um cachorro[1]
- Um dia em tuas mãos
- Um dono para Buscapé
- Um sinal de esperança
- Uma lição de bruxaria
- Uma turma do barulho
- Vale da vertentes[1]
- Viver é uma grande aventura[1]